# Ольгопільська сільська рада (Єланецький район)
Ольго́пільська сільська́ ра́да — колишній орган місцевого самоврядування в Єланецькому районі Миколаївської області. Адміністративний центр — село Ольгопіль.

## Загальні відомості
- Населення ради: 656 осіб (станом на 2001 рік)

## Населені пункти
Сільській раді підпорядковані населені пункти:
- с. Ольгопіль

## Склад ради
Рада складається з 14 депутатів та голови.
- Голова ради: Кудряшова Валентина Тимофіївна
- Секретар ради: Прядка Марія Павлівна

### Керівний склад попередніх скликань
| ПІБ                            | Основні відомості                                                                              | Дата обрання | Дата звільнення |
| ------------------------------ | ---------------------------------------------------------------------------------------------- | ------------ | --------------- |
| Кудряшова Валентина Тимофіївна | Сільський голова, 1958 року народження, освіта, позапартійна                                   | 26.03.2006   | 31.10.2010      |
| Прядка Марія Павлівна          | Секретар сільської ради, 1960 року народження, освіта вища, член Комуністичної партії України  | 26.03.2006   | 31.10.2010      |
| Прядка Марія Павлівна          | Секретар сільської ради, 1960 року народження, освіта вища, член Соціалістичної партії України | 31.10.2010   |                 |

Примітка: таблиця складена за даними сайту Верховної Ради України